# سابورو

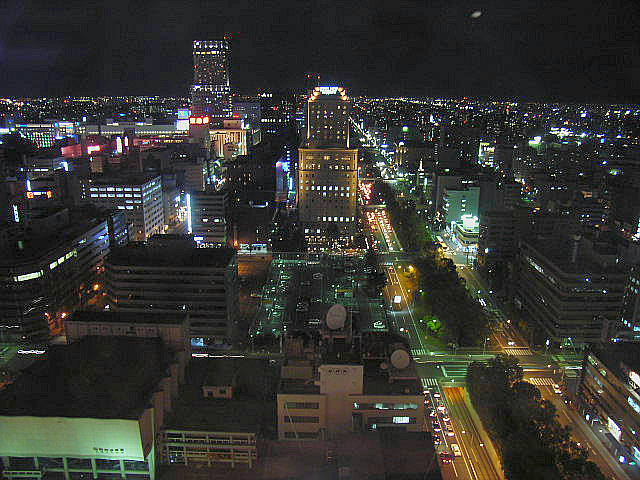
سابورو: منظر عام على المدينة في الليل

سابورو (باليابانية: 札幌市 = Sapporo-shi) هي مدينة في اليابان. عاصمة محافظة هوكايدو وأكبر مدنها، تقع جنوب غربي جزيرة هوكايدو. يبلغ عدد سكانها 1,959,750 نسمة (2023).
- وتعتبر المدينة المركزية في هوكايدو وتمتد المدينة إلى الشمال والجنوب من المركز الذي هو منتزه أودوري ويوجد فيه برج التلفزيون.
- ومن المناطق المهمة منطقة سوسوكينو الترفيهية التي تحتوي على 3500 مطعم تقريبا للوجبات الغذائية والمشروبات.
- ومن المواقع المهمة في المدينة رمز عهدها الريادي مثل برج الساعة ومكتب حكومة هوكايدو القديم ويقصد هذه الأماكن الكثير من السياح في أوائل شباط /فبراير من كل عام أثناء مهرجان الثلج عندما يشكل الثلج مباني مشهورة حول العالم وشخصيات كرتونية.

## الثقافة
تحتضن المدينة العديد من المعاهد التعليم العالي: جامعة هوكايدو (أسست 1876 م)، كلية سابورو للطب (1945 م) وكذا معهد بحوث السرطان (1952 م) الملحق بها، جامعة هوكائي (1950) وجامعة سابورو (1967 م) بالإضافة إلى حديقة نباتية.

## الاقتصاد
سابورو أكبر المدن على جزيرة هوكايدو، وهي مركز للنشاطات تجارية وصناعات تحويلية، تتخذ من ميناء «أوتارو»، الواقع على أحد ثغور بحر اليابان منفذا لها. أكثر المعامل المحلية تشتغل في تحويل المواد الغذائية، المنسوجات، استغلال الخشب ومشتقاته.

## الجغرافيا

### الأحياء
تقسم مدينة سابورو إلى عشرة أحياء (باليابانية: 区 وتُلفظ: كو). وتشير الألون إلى موقع كل حي على الخريطة:
- أتسوبيتسو-كو (厚別区) (بالأرجواني)
- تشوأو-كو (中央区) (بالأزرق) – المركز الإداري
- هيغاشي-كو (東区) (بالأزرق السماوي)
- كيتا-كو (北区) (بالبرتقالي الداكن)
- كيوتا-كو (清田区) (بالأخضر)
- مينامي-كو (南区) (بالأحمر)
- نيشي-كو (西区) (بالبرتقالي)
- شيرويشي-كو (白石区) (بالبني)
- تيني-كو (手稲区) (بالأخضر الشجري)
- تويوهيرا-كو (豊平区) (بالوردي)

## التاريخ
تم إنشاء المدينة عام 1871 م، وأصبحت عاصمة للمقاطعة سنة 1886 م. توجد بها محطات تزلج شتوية مشهورة، احتضنت سنة 1972 م فعاليات دورة الألعاب الأولمبية الشتوية. عام 2002 م جرت في ملعبها (42,000 متفرج) بعض مباريات كأس العالم لكرة القدم.

## توأمة
لسابورو اتفاقيات توأمة مع كل من:
- ميونخ (1972 -)
- بورتلاند
- شنيانغ
- نوفوسيبيرسك
- دايجون
- أضنة

## أعلام
- كوجي ياماسي
- ريو فوكوي
- دايغو نيشي
- ساتورو إواتا
- هيرب واكاباياشي
- أياكو كيتاموتو
- ماساميتسو أوشيما
- ساكي كوماجاي